# Feixans de la Garga

Los Feixans, respecte del terme d'Abella de la Conca

Els Feixans de la Garga, en alguns mapes simplement los Feixans i els Feixancs, és un conjunt de feixans del terme municipal d'Abella de la Conca, a la comarca del Pallars Jussà.
Està situat al nord-est d'Abella de la Conca, en el costat de ponent de la vall del barranc de la Vall, davant de la Cantonera de les Guineus. Constitueix un dels contraforts meridionals de la Serra de Carreu, al sud-est de Casa Montsor.
La seva continuïtat cap a llevant està formada pels Feixancs.
Comprèn la parcel·la 206, 210 a 212 i 219 a 220 del polígon 4 d'Abella de la Conca; consta de 42,3986 hectàrees amb pastures i zones de bosquina i de matolls. En el registre del Cadastre està inscrit com a Feixans Garga.

## Etimologia
En aquest cas, el terme genèric Feixà, en la forma del plural feixans, ha esdevingut topònim específic. Es tracta, així doncs, d'un topònim romànic modern, de caràcter descriptiu.